# 塞缪尔·约翰逊
塞缪尔·詹森（英語：Samuel Johnson，1709年9月7日（儒略历）—1784年12月3日），常稱為詹森博士（Dr. Johnson），英国诗人、剧作家、散文家、评论家、伦理学家、布道者、传记作家与辞典编撰家，被《牛津國家人物傳記大辭典》誉为“英国历史上最杰出的文人”。
詹森的前半生名聲不顯，直到他花了九年時間獨力編出的《詹森字典》，為他贏得了聲譽及「博士」的頭銜，詹姆士·包斯威尔後來為他寫的傳記《約翰遜傳》記錄了他後半生的言行，使他成為家喻戶曉的人物。

## 生活
塞缪尔·约翰逊於斯塔福德郡的利奇菲尔德出生，是穷书商的儿子。自幼喜歡閱讀，可惜體弱多病，罹患瘰癧，臉上有疤痕，一耳失聰，一眼全盲。他先在利奇菲尔德文法学校就读，而在1728年至1731年在牛津的彭布羅克學院读书，但是穷困却迫使他没有拿到学位，僅十三個月後就离开了牛津。他试图成为一名教师和校长，但并不成功。约翰逊外貌醜陋，說話時會不由自主地抽搐，使得他不受學生的歡迎。1731年12月，其父病逝，留下二十英磅遺產和一堆書。在25岁时，經友人的介紹與一位名叫露西·波特少女相親。最後他与露西·波特的母親伊丽莎白·“泰蒂”·波特（Elizabeth "Tetty" Porter），一个比他大21岁的寡妇结婚。约翰逊暱稱她為 Tetty，兩人終身恩愛。约翰逊的朋友形容這位新婚妻子“胸脯偉岸，說話矯揉造作，臉上脂粉過厚”。

## 寫作
1737年，身无分文的约翰逊与他以前的学生大卫·加雷克（David Garrick）一起出发前往伦敦。愛德華·凱夫给了他一份为《绅士杂志》撰稿的工作。1739年，發表諷刺詩：“倫敦”，一舉成名，筆端雄健，機智深刻，奠定了他在英國文壇的詩人地位。在接下来30年中，他写了无数的传记、诗歌、散文、议会报道，甚至编写一份为出售哈尔莱图书馆（Harleian Library）而准备的拍卖目录。这段时间，他的生活依旧十分贫困，其间他写出了诗歌《伦敦》（1738年）和《沙维奇的生活》（1745年），一本關於1744年去世的理查·沙维奇的传记。他的同事和朋友也是作家。

## 約翰生字典
约翰逊于1747年开始了他最重要的一项工作—《英文字典》的编撰。 这一工作直到1755年才完成。虽然它被广泛的赞誉并且有着巨大的影响，约翰逊并未从中获得很多经济利益。在编撰它的同时，他还写了一系列的双周刊散文称之为《漫步者》，这些散文大多涉及道德和宗教主题，它一直写到了1752年。虽然当时并不流行，结集出版後却获得广泛欢迎。
约翰逊于1758年开始了另一个系列的散文写作，“The Idler”。在两年中，这个系列每周出版在一个周刊上。他们比上一个系列更短。在1759年，约翰逊出版了他的小说《雷塞拉斯》，据说是为了支付她母亲葬礼的费用。同时，他获得了很高的名声，诗人查尔斯 丘吉尔评论说：“He for subscribers baits his hook -  and takes your cash, but where's the book”。
1762年，约翰逊获得了每年300镑的政府津贴。
1763年他遇到了他未来的传记作者詹姆士·包斯威爾。大约同一时间，他组建了“俱乐部”。现在，他已经是一个大人物了，并且在1765年被授予都柏林三一学院的名誉博士学位，十年后又获得了牛津的这一学位。
1765年，他认识了议员亨利·塞雷尔夫妇。很快他们成为了好朋友。后来约翰逊与他们一起生活了15年直到亨利于1781年去世。塞雷尔夫人的日记等为博斯韦尔的传记提供了很多素材。
1773年，他与博斯韦尔一起进行了“苏格兰西部群岛的旅行”，两年后他出版了同名游记（博斯韦尔的于1786年以另一题目出版）。
约翰逊的最后一本重要著作為《诗人列传》是在伦敦书商的要求下写作的。在每一个人的诗作前，都有一段传记和评论。
约翰逊于1784年去世，安葬于西敏寺。

## 傳記

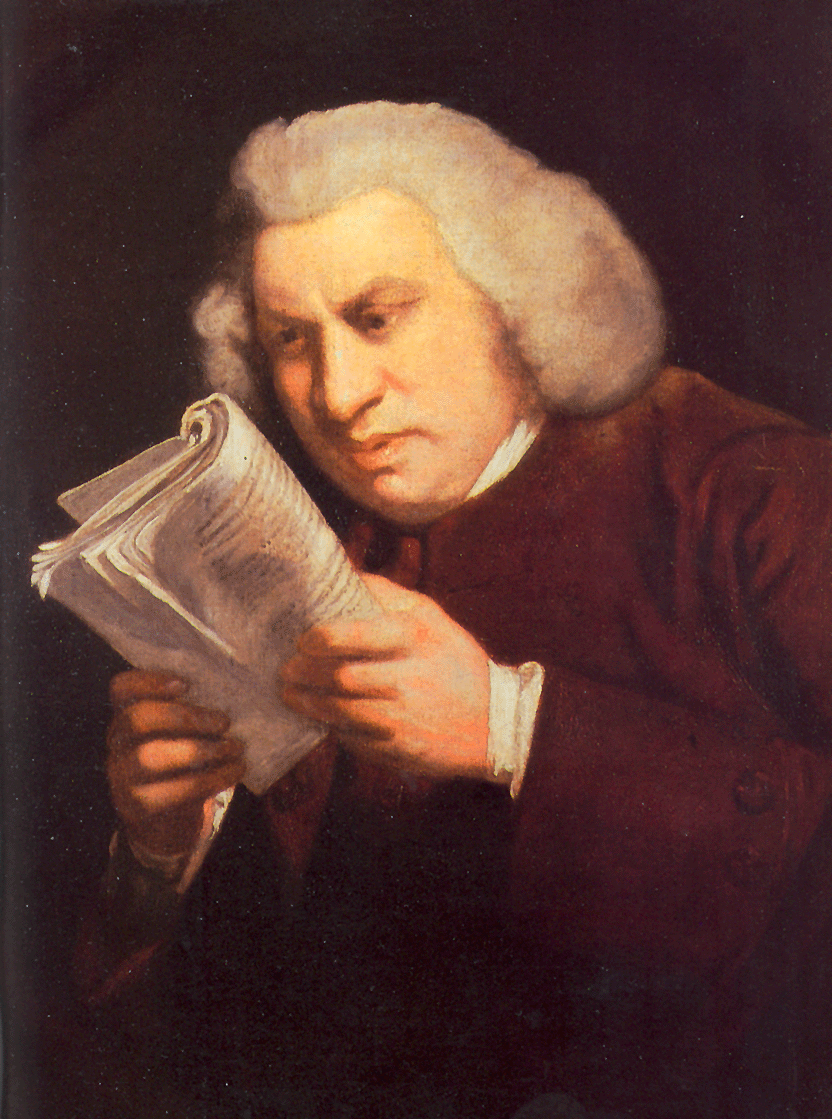
成為網路迷因的畫像，由約書亞·雷諾茲（Joshua Reynolds）繪於1775年，美國加州漢庭頓圖書館典藏

他身材高大，但视力和听力都不好，且他脸上从小就有伤疤。
约翰逊的名声部分的归于博斯韦尔的《约翰逊传》一书的成功。但是因为他在约翰逊几乎成名后才遇到他，他的书中用了不恰当大的比例来描述约翰逊的最后几年。所以，人们很少知道约翰逊與贫困奮鬥的早期生活。
他曾在伯明翰待过一个时期（在离开牛津后去伦敦之前）。伯明翰中央图书馆有一套他的作品集，包含他的作品，以及关于他的各种书籍共大约2000卷，有很多都是第一版。
约翰逊因視力不佳而瞇眼閱讀的畫像成了網路迷因，被用來形容看見「超出理解」、「過於獵奇」的內容。

## 紀念
2017年9月18日，Google 更改首頁的 Google Doodle，以紀念他的308歲誕辰。

## 在线文本
- 约翰逊传 （页面存档备份，存于） 詹姆斯-博斯韦尔著
- Anecdotes of the late Samuel Johnson Hester Thrale著
- （页面存档备份，存于） 目录 宾西法尼亚大学在线图书

## 著作
- 《沙维奇的生活》 （1745年）
- 《约翰逊字典》（1755年）
- 《雷塞拉斯，阿比西尼国王子传》（1759年）
- 《诗人列传》 （1781年）